# Henryk Okarma
Henryk Okarma (ur. 12 listopada 1959 w Nysie) – polski biolog, profesor nauk biologicznych, zajmujący się badaniami nad ssakami drapieżnymi – głównie wilkiem, rysiem i żbikiem; obcymi gatunkami inwazyjnymi oraz badaniami z dziedziny biologii łowieckiej, nauczyciel akademicki Uniwersytetu Jagiellońskiego, długoletni dyrektor Instytutu Ochrony Przyrody PAN, członek korespondent Polskiej Akademii Nauk.

## Życiorys
Urodził się w Nysie, a dzieciństwo i młodość spędził w Nowym Sączu. Jest absolwentem nowosądeckiego I Liceum Ogólnokształcącego im. Jana Długosza. W 1983 ukończył studia na Uniwersytecie Jagiellońskim. Tam też podjął studia doktoranckie zakończone w 1989 obroną doktoratu w zakresie biologii – ekologii zwierząt. W latach 1989–1996 pracował w Zakładzie Badania Ssaków PAN w Białowieży. W 1996 na Wydziale Leśnym Szkoły Głównej Gospodarstwa Wiejskiego w Warszawie uzyskał habilitację ze specjalności ekologia lasu w zakresie nauk leśnych. Od 1997 pracuje w Instytucie Ochrony Przyrody PAN w Krakowie, do 2003 jako docent. W 2003 uzyskał tytuł profesora nauk biologicznych. W Instytucie Ochrony Przyrody PAN kieruje zespołem ekologii dużych drapieżników, a w latach 2002 - 2018 pełnił funkcję dyrektora Instytutu. Od 2004 pracuje również w Zakładzie Badań Łowieckich Instytutu Nauk o Środowisku Uniwersytetu Jagiellońskiego w Krakowie.
W 2013 wybrany członkiem korespondentem Polskiej Akademii Nauk. Jest członkiem Rady Kuratorów Wydziału II Nauk Biologicznych i Rolniczych PAN

## Wybrane publikacje
- Okarma H., Herzog S. 2019. Handbuch Wolf. Kosmos, Stuttgart.
- Okarma H. Wilk. 2015. Wydawnictwo H2O, Kraków.
- Okarma H. Schmidt K. 2013. Ryś. Wydawnictwo H2O, Kraków.
- Okarma H., Tomek A. 2008. Łowiectwo. Wydawnictwo H2O, Kraków.
- Okarma H., Langwald D. 2002. Der Wolf. Parey Buchverlag, Berlin
- Wolsan M., Okarma H. 2001. Lynx (Felis) lynx (Linne, 1758). Ryś. W: Głowaciński Z. (red.). Polska Czerwona Księga Zwierząt, Kręgowce. PWRiL
- Wolsan M., Okarma H. 2001. Felis silvestris Schreber, 1775. Żbik. W: Głowaciński Z. (red.). Polska Czerwona Księga Zwierząt, Kręgowce. PWRiL,
- Okarma H. 2001. Canis lupus Linne, 1758. Wilk. W: Głowaciński Z. (red.). Polska Czerwona Księga Zwierząt, Kręgowce. PWRiL
- Okarma H. 2000. De Wolf. Uitgeverij de Kei, Amersfoort, The Netherland
- Okarma H. 2000. Ryś. Oficyna Edytorska "Wydawnictwo Świat", Warszawa
- Okarma H. 1998. Le Loup en Europe. Grands Espaces, Orleans
- Brzuski P., Okarma H. 1997. Wilk na terenach zachodniej Polski (The wolf in the area of western Poland). Polski Związek Łowiecki, Warszawa
- Okarma H. 1997. Der Wolf. Ökologie, Verhalten, Schutz. Parey Buchverlag, Berlin
- Okarma H. 1997. Wilk. Wydawnictwo Lubuskiego Klubu Przyrodników, Świebodzin
- Okarma H. 1992. Wilk – monografia przyrodniczo-łowiecka. Białowieża